# 深尾竜三
深尾 竜三（龍三、ふかお りょうぞう、1858年9月17日（安政5年8月11日） - 1907年（明治40年）2月24日）は、日本の政治家、衆議院議員（2期）。

## 経歴
河内国交野郡尊延寺村(のち大阪府北河内郡氷室村→津田町、現・枚方市)に生まれる。漢学を学ぶ。農業を営み、商業に従事する。学務委員、勧業委員、衛生委員、茶業組合会議員、町村組合会議員、地方教育会頭、氷室村長、北河内郡会議員となる。また、山城起業銀行、河内酒造会社各取締役を務めた。
1898年3月の第5回衆議院議員総選挙において大阪6区から無所属で立候補して初当選。同年8月の第6回衆議院議員総選挙で再選を果たした。1902年の第7回衆議院議員総選挙では大阪府郡部から帝国党公認で立候補したが落選した。1907年に死去した。